# 액정 렌즈
액정 렌즈(LC lenses)는 액정을 사용하여 만든 렌즈이다. 액정은 광학적 이방성(異方性)과 유전체(誘電體)의 이방성을 가진 이방성 물질이다. 조정 가능한(tunable) 렌즈를 만들기 위해 액정을 사용하는 것이 1977년 Bricot에 의해 고안되었다.